# یاوی ماتسوموتو
یاوی ماتسوموتو (انگلیسی: Yayoi Matsumoto؛ زادهٔ ۸ مارس ۱۹۹۰) ورزشکار ورزش شنا اهل ژاپن است.
وی در مسابقات کشوری و بین‌المللی در مجموع برندهٔ ۴ مدال نقره و ۲ مدال برنز شده‌است.